# Neotrichoporoides erroneus
Neotrichoporoides erroneus är en stekelart som beskrevs av Graham 1987. Neotrichoporoides erroneus ingår i släktet Neotrichoporoides och familjen finglanssteklar.
Artens utbredningsområde är Slovakien. Inga underarter finns listade i Catalogue of Life.